# タレス・オス
タレス・オス（Thales Hoss、1989年4月26日 - ）は、ブラジルの男子バレーボール選手。ブラジル代表。

## 来歴

### クラブチーム
サン・レオポルド出身。2006年、On Line Novo Hamburgoへ入団バレーボール選手としてのキャリアをスタートさせる。2007/08シーズンはUlbra/Canoasで、2008/09シーズンはSada Cruzeiro Vôleiでプレーした。2009年にCimed Florianópolisへ移籍し4年間在籍した。2009/10シーズンのブラジル・スーパーリーガでは優勝を果たした。2013/14シーズンはJF Vôleiでプレーした。2014/15シーズンはSesi São Pauloで活躍しリーグで準優勝となった。2015年にはVoleisul/Paquetá Esportesへ移籍し、2015/16シーズンのリーグでは3位となった。2016/17シーズンはAPAV Vôleiでプレーした。2017年、Funvic Natalへ移籍し5年間在籍。2018/19シーズンのブラジル・スーパーリーガで優勝に大きく貢献し、自身もベストリベロ賞を受賞した。2020/21シーズンのリーグでも優勝を果たした。2022/23シーズンはフランスリーグショーモンVBと契約した。

### 代表チーム
アンダーカテゴリーの代表として2006年のU-19南米選手権で優勝し、ベストリベロ賞、ベストディガー賞、ベストレシーバー賞を受賞した。2017年、シニアのブラジル代表に初選出された。同年のワールドリーグで代表デビューを果たした。同年のグラチャンでは金メダルを獲得した。2018年、世界選手権で銀メダルを獲得した。2019年、ネーションズリーグではベストレシーバー部門で1位となる活躍をみせた。同年9月に日本で開催されたワールドカップで金メダルを獲得し、自身もベストリベロ賞を受賞した。2021年、ネーションズリーグで金メダルを獲得し、自身もベストリベロ賞を受賞した。

## 球歴
- オリンピック - 2021年、2024年
- 世界選手権 - 2018年、2022年
- ワールドカップ - 2019年
- グラチャン - 2017年
- ネーションズリーグ - 2018年、2019年、2021年、2022年
- ワールドリーグ - 2017年

## 受賞歴
- 2006年　U-19南米選手権　ベストリベロ賞、ベストディガー賞、ベストレシーバー賞
- 2010年　南米クラブ選手権　ベストリベロ賞
- 2018年　2017/18ブラジル・スーパーリーガ　ベストレシーバー賞
- 2019年  2018/19ブラジル・スーパーリーガ　ベストリベロ賞
- 2019年　ワールドカップ ベストリベロ賞
- 2021年　ネーションズリーグ ベストリベロ賞

## 所属クラブ
- On Line Novo Hamburgo（2006-2007年）
- Ulbra/Canoas（2007-2008年）
- Sada Cruzeiro Vôlei（2008-2009年）
- Cimed Florianópolis（2009-2013年）
- JF Vôlei（2013-2014年）
- Sesi São Paulo（2014-2015年）
- Voleisul/Paquetá Esportes（2015-2016年）
- APAV Vôlei（2016-2017年）
- Funvic Natal（2017-2022年）
- ショーモンVB（2022-）